# Front populaire
Der Front populaire (französisch für Volksfront) war die Regierung der vereinigten linken französischen Parteien, die zur Zeit der Dritten Republik 1936 an die Macht kam und eng mit der Person des damaligen Premierministers Léon Blum verknüpft ist.

## Geschichte

### Vorgeschichte
Der faschistische Aufstandsversuch in Frankreich von 1934, der Italienisch-Äthiopische Krieg von 1935, das Eintreten der rechten Parteien für Italien, vor allem aber der bedrohliche Aufstieg des Faschismus in Europa, zu dessen Vormacht sich in jener Zeit Nazideutschland entwickelte, führte zu einer Annäherung der Linksparteien Section française de l’Internationale ouvrière (SFIO) und Parti communiste français (PCF). Als auch der Parti radical der Regierung die Unterstützung entzog, war die Bildung einer Volksfrontregierung aus Sozialisten und Kommunisten die logische Konsequenz. Die Partner verkündeten am 12. Januar 1936 ein gemeinsames Programm. 

Sitzverteilung in der Abgeordnetenkammer nach der Wahl im Mai 1936

Ein letztes Hindernis vor den Wahlen im Mai 1936 wurde mit dem Zusammenschluss der Gewerkschaften CGT und CGTU überwunden. Nach dem Wahlsieg herrschte in weiten Teilen der Bevölkerung zunächst große Freude. Aber die Hoffnung auf eine sofortige Bildung einer neuen Regierung erfüllte sich nicht. Léon Blum, der designierte Ministerpräsident, wartete gemäß der Verfassung zunächst das offizielle Ende der Legislaturperiode ab. Dies führte im linken Lager zu massiven Unmutsäußerungen, die schließlich in Massenstreiks übergingen. Als die neue Regierung am 5. Juni 1936 gebildet wurde, war die Wirtschaft fast völlig lahmgelegt. Dies zwang die Arbeitgeber zu fundamentalen Zugeständnissen gegenüber den Arbeitervertretern, vor allem gegenüber der CGT. Dazu zählte die Anerkennung der Gewerkschaften, die Einrichtung von Betriebsräten, das Streikrecht, eine beträchtliche Lohnerhöhung sowie ein Urlaubsanspruch.

### Volksfrontregierung
Der Regierung aus Sozialisten und Radikalen (Front populaire) gehörten keine Minister der PCF an; diese hatte lediglich zugesagt, das Kabinett im Parlament zu unterstützen. Die Regierung setzte weitere Verbesserungen im Bereich des Arbeitsrechts durch: sie führte 1936 erstmals in der Geschichte die 40-Stunden-Woche und einen gesetzlichen Urlaubsanspruch ein. Für viele Franzosen gab es im Sommer 1936 zum ersten Mal bezahlten Urlaub. Die Regierung begann darüber hinaus mit der Verstaatlichung der Banque de France, der Eisenbahnen (Entstehung der SNCF) sowie der Rüstungsindustrie.
In der Währungspolitik stieß die Regierung Blum auf heftigen Widerstand. Die Abwertung des Franc passierte knapp die Legislative; die erhoffte Stabilisierung des Franc gelang nicht. Die Regierung beschloss im Februar 1937, weitere Reformvorhaben vorerst auszusetzen.
Zu einer Belastung der Volksfrontregierung wurde auch die Außenpolitik. Anfangs hatte Blum im Spanischen Bürgerkrieg die Republikaner offen unterstützt. Nach Absprache mit der britischen Regierung kam es aber zu einer Wende. Auf die Initiative Blums hin wurde ein Nichteinmischungsabkommen geschlossen, dem Großbritannien, Frankreich, das faschistische Italien und Nazideutschland beitraten. Da Italien und Deutschland ihre Unterstützung für Francisco Franco fortsetzten, hatte das Bündnis faktisch eine Schwächung der republikanischen Seite zur Folge. Daraufhin entzog die PCF der Regierung ihre Unterstützung in der Außenpolitik. Auch innen- und finanzpolitisch begannen sich die Fronten zu verhärten. Verteidigungsminister Édouard Daladier strebte, unterstützt von Blum, eine Erhöhung der Verteidigungsausgaben an. Unter anderem zur Finanzierung dieser Vorhaben verlangte Blum völlige Handlungsfreiheit in der Finanzpolitik. Ein entsprechendes Gesetz scheiterte am Senat; dies war Anlass für das Ende der Regierung Blum und der Volksfrontregierung.
Die Volksfrontregierungen versuchten, den Menschen in den Kolonien durch politische und soziale Reformen einen höheren Lebensstandard und mehr politische Freiheiten zu geben. Der Sozialist Marius Moutet wurde zum Leiter des Kolonialministeriums ernannt und ließ in dieser Position im gesamten Kolonialreich tausende politische Häftlinge freilassen, die Haftbedingungen in den Gefängnissen verbessern, Dossiers der Kolonialpolizei für ungültig erklären sowie einheimische Geschworene in den lokalen Gerichten einsetzen. Allein in Französisch-Indochina kamen 2028 vietnamesische Gefangene frei. Die daraufhin ausgelöste einheimische Reformbewegung („Indochinesischer Kongress“) wurde ein Jahr später aber wieder verboten, weil sie von den vietnamesischen Kommunisten unterwandert worden war.
Ein öffentlichkeitswirksamer Testfall war der Umgang mit den Olympischen Sommerspielen 1936 in Berlin und mit der als Protestveranstaltung konzipierten Volksolympiade in Barcelona. Während die Sozialisten als Opposition noch deutlich ihre Ablehnung der Berliner Spiele kundgetan hatten und sich für die Teilnahme an der Volksolympiade eingesetzt hatten, stellten sie nun in der Nationalversammlung gleich hohe Gelder für beide bereit und überließen es den Verbänden und Sportlern, sich für die eine oder die andere zu entscheiden. 
Der Boykott der Olympischen Spiele von 1936 durch Frankreich hätte ein Signal sein können, dass die Welt nicht alle Handlungen des NS-Regimes bereitwillig hinnahm.

## Kabinette
- (1936–1937) Kabinett Blum I (kam durch Wahlsieg am 4. Juni 1936 ins Amt)
- (1937–1938) Kabinett Chautemps III und Kabinett Chautemps IV (22. Juni 1937 bis 10. März 1938)
- (13. März bis 8. April 1938) Kabinett Blum II